# プラチナタウン
『プラチナタウン』は、楡周平による日本の小説。2008年に祥伝社より刊行され、2011年に祥伝社文庫で文庫化された。2008年にラジオドラマ化。2012年にはWOWOWの「連続ドラマW」でテレビドラマ化された。
高齢化社会と地方の過疎化をテーマに、破綻寸前の故郷の町の町長に就任した元エリート商社マンの山崎鉄郎が町の財政再建を目指す姿を描いた社会派エンターテイメント作品である。2015年10月に本作の続編である『和僑』が刊行された。

## 書籍情報
- 単行本：祥伝社、2008年7月22日 ISBN 9784396632984
- 文庫本：祥伝社文庫、2011年7月20日 ISBN 9784396336899

## ラジオドラマ
2008年11月1日、NHK-FMの『FMシアター』にてラジオドラマが放送された。NHK名古屋放送局制作。
- 出演：矢島健一、村松利史、八名信夫、鈴木林蔵 ほか
- 原作：楡周平
- 脚色：山本雄史
- 音楽：BANANA
- 演出：松浦善之助
- 技術：伊藤寿
- 音響効果：平木和人

## テレビドラマ
2012年8月19日から9月16日までWOWOWの「連続ドラマW」枠でテレビドラマ化された。全5話。主演の大泉洋は、『赤鼻のセンセイ』（日本テレビ系）以来3年ぶりの連続ドラマ主演である。大泉が所属するTEAM NACSの森崎博之と音尾琢真も出演している。また、楡周平原作で「ドラマW」で放送された『再生巨流』で主演した渡部篤郎が本作にも出演している。
2014年には、大泉の地元である北海道の北海道放送で放送された。WOWOWのドラマを地上波で放送するのは、初めての試み。

### キャスト
- 山崎 鉄郎（四井商事穀物部穀物課 課長→緑原町 町長） - 大泉洋
- 仲里 恵里香（鉄郎の元恋人、キャピタル・アド・エージェンシー プランナー） - 檀れい
- 熊沢 健二（鉄郎の幼なじみ、緑原町役場総務課企画係 係長→副町長） - 平山浩行
- 牛島 幸太郎（鉄郎の同期、四井商事都市開発部社員） - 田中直樹
- 山田 春奈（緑原町役場総務課 町長秘書） - 谷村美月
- 青山 一郎（緑原町議会議員） - 相島一之
- 渡辺（緑原町役場財務課 課長） - マギー
- 山田 修三（春奈の父、東京の四井建設の工事現場作業員） - 光石研
- 山崎 孝夫（鉄郎の父、緑原酒造社長） - 北村総一朗
- 鎌田 武造（緑原町議会議員、町議会の「ドン」） - 柄本明（特別出演）
- 高瀬 善太郎（民自党衆議院議員） - 石橋蓮司
- 石原 拓也（恵里香の同僚、キャピタル・アド・エージェンシー社員） - 板尾創路
- 児島 由紀夫（東光物産生活産業事業部 部長） - 渡部篤郎
- 仲里 靖子（恵里香の母親） - 剣幸
- 西岡 達也（鉄郎の同級生） - 松尾諭
- 緑原町役場総務課 職員 - 入山法子
- 矢代（鉄郎の元上司、四井商事穀物部 部長） - 小木茂光
- 田中（鉄郎の小学5年生時の担任） - 木野花
- 児島の上司 - 隆大介
- 田沢拓郎 - 森崎博之
- 熊沢紀子（健二の妻、緑原総合病院 看護師） - 街田しおん
- 緑原町役場 職員 - 橋本一郎
- 鉄郎の母 - 久保田民絵
- 緑原町 前町長 - 田口計
- 恵里香の上司 - 中村育二
- 緑原町の陶芸家 - 木下隆行
- 高瀬の秘書 - 久ヶ沢徹
- 山崎の大学時代の友人 - 音尾琢真[1]
- 六車奈々
- 山崎大輔
- 井上肇
- 本田大輔

### スタッフ
- 原作：楡周平
- 脚本：大石哲也
- 監督：鈴木浩介
- プロデューサー：青木泰憲
- 音楽：住友紀人
- 主題歌：福山雅治「道標」

### 原作との相違点
- 舞台となった緑原町は、原作では宮城県にある町という設定だったが、ドラマでは主演の大泉洋の出身地でもある北海道の架空の町という設定となった[3]。

### ロケ地
ロケは大泉洋の故郷・北海道でも行なわれ、登別駅や、登別マリンパークニクスを使用して撮影された。
町役場や町議会のシーンについては、山梨県笛吹市境川支所庁舎内の旧境川村議会議場や旧村長室などを使用して撮影された。
| WOWOW 連続ドラマW枠             | WOWOW 連続ドラマW枠                      | WOWOW 連続ドラマW枠            |
| 前番組                          | 番組名                                   | 次番組                         |
| ------------------------------- | ---------------------------------------- | ------------------------------ |
| マグマ （2012.6.10 - 2012.7.8） | プラチナタウン （2012.8.19 - 2012.9.16） | ヒトリシズカ （2012.10.21 - ） |